# Johan Wolter Arnberg
Johan Wolter Arnberg, född 14 oktober 1832 i norrköping, död 20 juni 1900, var en svensk nationalekonom och bankman.

## Biografi
Johan Wolter Arnberg föddes i Norrköping som son till klädesfabrikören och riksdagsmannen Johan Adolf Arnberg och hans hustru Sophia Luth.
Han blev student vid Uppsala universitet 1849, och promoverades till filosofie doktor där 1854. 1856 utnämndes han till docent i statsvetenskap. 1859-1860 företog han en resa till Frankrike och Belgien med stadsunderstöd för att studera handelsdomstolarnas organisation och verksamhet. 1865-1872 var han direktör för Uplands enskilda bank och 1870-1874 styrelseledamot i Stockholms enskilda bank. 1874 valdes han även av riksdagen till fullmäktig i Riksbanken och utsågs inom fullmäktige till deputerad för utrikes affärerna, vilka förtroendeuppdrag han innehade fram till sin död i Saltsjöbaden 1900.
Johan Wolter Arnberg var även stadsfullmäktig i Stockholm 1875-1890 och 1891-1895. Som liberal i sina politiska åsikter var Arnberg övertygad frihandlare och propagerade för frihandeln i bland annat 1880-1882 års tullkommité. Som den ledande kraften i Riksbanken från 1883 verkade Arnberg för att av Riksbanken skapa en hela landet omfattande centralbank. Han bekämpade därför energiskt privatbankernas sedelutgivningsrätt, vilken kraftig försvarades av bland andra André Oscar Wallenberg. Tanken att upprätta avdelningskontor av Riksbanken i skilda landsdelar hade i Arnberg en befrämjare.
Han var även en av stiftarna av Nationalekonomiska föreningen och Föreningen emot lifsmedelstullar och ledamot av Kungliga Vetenskapsakademien. 
Förutom talrika artiklar i Nationalekonomiska föreningens förhandlingar rörande bank- och tullfrågor, har Arnberg gett ut åtskilliga arbeten, varibland märks Om arbets och bytets frihet (1864), Om upphandlingsdeputationen (1866), Anteckningar om frihetstidens politiska ekonomi, Om författningarna för svenska handelns upphjälpande under Gustaf II Adolphs regering (1854).